# Paco Rodriguez (rugby à XV)
Pour les articles homonymes, voir Paco Rodriguez et Rodriguez.
Pas d'image ? Cliquez ici

a Compétitions nationales et continentales officielles uniquement.

Dernière mise à jour le 20 juillet 2012.
Philippe Rodriguez dit Paco Rodriguez, né le 22 juillet 1980, est un joueur français de rugby à XV qui évolue au poste de talonneur au sein de l'effectif du Blagnac sporting club rugby depuis 2006. Puis est transféré à l'Union sportive Tyrosse rugby Côte sud en 2013.

## Biographie
Natif de Lourdes, Paco Rodriguez passe par les clubs de l'US Dax, du Tarbes Pyrénées rugby et du Lombez Samatan club avant de rejoindre le Blagnac SCR en 2006 pour jouer en Pro D2.

## Palmarès
- Champion de France Cadets (Tarbes)
- Vice-Champion de France Fédérale 1 en 2007
- 18 sélections en équipe de France de Police